# Hans Czermak (Mediziner, 1892)
Hans Czermak (* 21. April 1892 in Graz; † 30. April 1975 in Innsbruck) war ein österreichischer Facharzt für Hals-, Nasen- und Ohrenerkrankungen und Gauamtsleiter für Volksgesundheit der Reichsstatthalterei Tirol-Vorarlberg.

## Leben
Czermak stammte aus einer österreichischen Akademikerfamilie; sein Großvater war der Psychiater („Irrenarzt“) Joseph Czermak und hatte sich mit der Einführung der Beschäftigungstherapie bei psychisch Kranken Verdienste erworben, sein Vater der Universitätsprofessor für Physik Paul Czermak.
Czermak kam 1898 mit sechs Jahren nach Innsbruck, wo er die Volksschule und die ersten vier Klassen des Gymnasiums besuchte, die Oberstufe des Gymnasiums besuchte er in Graz. 1910 begann er das Medizinstudium an der Universität Innsbruck. Hier trat er einer schlagenden Studentenverbindung, dem Kösener Corps Athesia Innsbruck, bei.
Noch vor Ausbruch des Ersten Weltkrieges meldete er sich am 1. Juni 1914 freiwillig zur Militärausbildung für Mediziner in Prag und kam schließlich an die Front nach Galizien. 1916 erkrankte er an Typhus, erhielt nach seiner Genesung längeren Studienurlaub und wurde noch im selben Jahr an der Universität Graz promoviert. Ab November 1918 war Czermak als Assistenzarzt am Anatomischen Institut in Graz beschäftigt und wechselte im Herbst 1919 an die Chirurgie nach Innsbruck. 1924 verbrachte er ein Jahr am Kantonsspital in Aarau in der Schweiz, im Anschluss daran arbeitete er kurze Zeit in der oto-laryngischen Abteilung der Universitätsklinik Innsbruck. Am 1. Jänner 1925 ließ er sich in der Tiroler Landeshauptstadt als Facharzt für Hals-, Nasen- und Ohrenerkrankungen nieder.
Im April 1919 hatte er die Tochter eines Grazer Großindustriellen geheiratet, doch die Ehe wurde kinderlos 1928 geschieden. Kurz nach seiner Scheidung verehelichte er sich im Oktober 1929 erneut. Mit seiner ebenfalls geschiedenen Frau, die eine Tochter mit in die Ehe brachte und seit 1932 Mitglied der NSDAP war, hatte Czermak einen gemeinsamen Sohn. Nicht zuletzt wegen seiner Wiederverheiratung war er 1929 aus der katholischen Kirche ausgetreten und zum evangelischen Glauben konvertiert. Nach der NS-Machtübernahme verließ er auch die evangelische Kirche, da dies Gauleiter Franz Hofer von seinen politischen Leitern verlangt habe.

## Betätigung vor und in der Zeit des Nationalsozialismus
Zum 21. März 1933 trat Czermak in die NSDAP (Mitgliedsnummer 1.517.366) und im selben Monat in die SA ein. Am „illegalen Kampf“ beteiligte er sich „nach besten Kräften“. 1934 saß er deshalb eine Woche im Innsbrucker Polizeigefängnis und hatte darüber hinaus eine Geldstrafe zu bezahlen. Er organisierte als SA-Brigadearzt den SA-ärztlichen Dienst und stieg 1937 zum SA-Standartenführer auf. Nach dem „Anschluss Österreichs“ an das Deutsche Reich übernahm er als neuer Landessanitätsdirektor die Abteilung II b der Tiroler Landeshauptmannschaft. Mit 1. Mai 1939 wurde er zum Gauhauptstellenleiter im Gauamt für Volksgesundheit ernannt, seine Berufung zum Gauamtsleiter erfolgte zum 3. November 1941. Czermak war auch Gauobmann des NS-Ärztebundes, Vorstand der Tiroler Ärztekammer und der kassenärztlichen Vereinigung. Im Frühjahr 1939 avancierte er zum Oberregierungs- und Medizinalrat. Nach dem Umbau der Verwaltung Ende 1939/Anfang 1940 übernahm er neben seinen Parteiämtern die Leitung der Abteilung III der Reichsstatthalterei Tirol-Vorarlberg. Diese Abteilung „Volkspflege“ mit den Unterabteilungen III a (Gesundheitswesen) und III b (Fürsorgewesen) gliederte sich in vier Dezernate: Gaujugendamt, Gaufürsorgeverband, Aufsicht der Fürsorgeverbände und Abteilung für Familienunterstützung. Die Heil- und Pflegeanstalten fielen in den Zuständigkeitsbereich des Gaufürsorgeverbandes. Die Unterabteilung III a wurde von Czermak persönlich geleitet.
Czermak war zusammen mit Gauleiter Franz Hofer von Anfang an in die reichsweiten Planungen zur Tötung „lebensunwerten Lebens“ (Aktion T4) eingeweiht und hauptverantwortlich für die Durchführung der Euthanasie-Transporte aus dem Gau Tirol-Vorarlberg in die NS-Tötungsanstalt Hartheim. Der Leiter von Hartheim, Rudolf Lonauer, hatte Czermak auch angeboten, in Hall eine ähnliche Tötungsanstalt einzurichten, da man dadurch auftretende Transportkosten einsparen könne. Ein Jahr nach der Beendigung der „Euthanasieprogramme“ wählte Czermak nochmals eine Gruppe von 60 Patienten aus Hall und aus „Valduna“ in Rankweil/Vorarlberg aus, die am 31. August 1942 für den Transport nach Niedernhart zusammengestellt und anschließend ermordet wurden.

„Treten Sie inkognito vorübergehend als Oberarzt in unsere Heilanstalt Solbad Hall ein und organisieren Sie dort die Reduzierung des Krankenbestandes, denn die Anstalt ist zum Bersten voll.“

## Nachkriegskarriere
Hans Czermak wurde am 10. Mai 1945 vom amerikanischen Geheimdienst CIC verhaftet und in den Lagern Ulm, Ludwigsburg und Glasenbach interniert. Am 24. Juni 1947 erfolgte die Überstellung ins landesgerichtliche Gefangenenhaus Innsbruck. Am 22. Juli 1947 wurde Czermak ins Gefängnis des Landesgerichts Linz gebracht, zeitweilig war er im Arbeitshaus Suben verwahrt. Am 20. Februar 1948 bestimmte der Oberste Gerichtshof, dass das Ermittlungsverfahren gegen Czermak nicht in das Linzer Hartheim-Verfahren einzubeziehen war. Mit dieser Klärung der Zuständigkeit des Volksgerichts in Innsbruck wurde Czermak am 8. Juli 1948 ins landesgerichtliche Gefangenenhaus nach Innsbruck rücküberstellt. Am 26. Juli 1949 erfolgte die Anklage wegen der „entfernteren Mitschuld“ am Verbrechen des Meuchelmordes und des Hochverrates (wegen Czermaks illegaler Betätigung für die NSDAP im Ständestaat).
Czermak selbst bekannte sich nicht schuldig und wies jede Verantwortung für die Zusammenstellung der Transportlisten nach Hartheim und die Morde von sich. Allerdings hatte er selbst den NS-Euthanasiegutachter Friedrich Mennecke im September 1940 mit dessen ärztlicher Kommission in die Heil- und Pflegeanstalt Hall eingeführt. Mennecke und sein Personal sichteten drei Tage lang die Krankengeschichten, ohne weitere Untersuchungen vorzunehmen. Die Krankengeschichten der Patienten und Patientinnen dienten als Grundlage für die Erstellung der Transportlisten nach Hartheim. Besonders belastet war Czermak durch einen Briefwechsel mit Rudolf Lonauer, dem Leiter der Euthanasie-Anstalt Hartheim. Diesem hatte Czermak bei Kriegsende angeboten, inkognito als Oberarzt in die Heil- und Pflegeanstalt Hall einzutreten. Hingegen fanden sich Gutachter, wie der ehemalige SS-Arzt Gerhart Harrer und Kofler, welche Czermak eine „[allgemeine] Hirnleistungsschwäche“ attestierten und ihn von der Verantwortung für seine Taten entlasten wollten.
Czermak wurde vom Gericht für schuldig befunden, auf eine entferntere Art zum Massenmord an geisteskranken Heil- und Fürsorgepfleglingen beigetragen zu haben, indem er „die Sammlung der Kranken und gebrechlichen Leuten aus den Anstalten, Armen- und Versorgungshäusern und die Überstellung von 707 Personen nach Hartheim zum Zwecke ihrer Vergasung wiederholt ausdrücklich forderte, unterstützte und betrieb“. Ein besonderer Belastungspunkt beim Urteil stellte Czermaks unterstützende Rolle beim Abtransport von Patienten und Patientinnen aus den kleineren Anstalten, Armen- und Versorgungshäusern Innsbrucks und Tirols dar. Zudem vertrat das Gericht den Standpunkt, dass die NS-Euthanasieaktion im Gau Tirol-Vorarlberg hätte gestoppt werden können, wenn Czermaks Haltung eine andere gewesen wäre. Im Urteil vom 1. Dezember 1949 wurde eine achtjährige schwere Kerkerstrafe bei gleichzeitigem Vermögensverfall ausgesprochen. Am 23. Jänner 1950 wurde Czermak nach Oberösterreich in die Männerhaftanstalt Garsten transferiert.
Bereits am 4. März 1950 stellte Czermaks Ehefrau ein Gnadengesuch an den Bundespräsidenten wegen des schlechten Gesundheitszustandes ihres Mannes, der finanziellen Not der Familie und der Hoffnung der inzwischen 90-jährigen Mutter Czermaks, den Sohn noch vor ihrem Tod wieder zu sehen. Die Mitschuld Czermaks an der NS-Euthanasie wäre „eine sehr entfernte“ gewesen, ihr Gatte habe „unter dem Zwang der damaligen Verhältnisse“ gestanden. Zwar befürworteten der Vorsitzende des Innsbrucker Volksgerichts und ein Schöffe das Gesuch, es wurde aber abgelehnt. Am 21. Juni 1950 stimmte das Gericht aber einem neuerlich gestellten Gnadengesuch zu, nachdem die Staatsanwaltschaft eine positive Haltung eingenommen hatte. Begründet wurde dieses Vorgehen mit der Rücksichtnahme auf die hochbetagte Mutter, Czermaks Gesundheitszustand und eine Stellungnahme der Tiroler Sicherheitsdirektion. Laut Bundespolizei wurde Czermak gutgeschrieben, dass er durch seine Vorsprache beim Gauleiter die NS-Euthanasie wesentlich abgeschwächt hätte, sich nicht gehässig verhalten habe und sein Gnadengesuch durch die Innsbrucker Ärzteschaft allgemein befürwortet werde. Dieses Mal scheiterte die Freilassung Czermaks an der Ablehnung des Innenministeriums. Am 9. September 1950 wurde Czermaks Hartnäckigkeit aber belohnt. Wegen guter Führung erfolgte seine bedingte Entlassung aus der Männerhaftanstalt Garsten. Drei Jahre später galt seine Haftstrafe endgültig als verbüßt.
In der Folge arbeitete er bei Pharmafirmen in Kärnten, Wien und Vorarlberg. Ende Dezember 1953 stellte er einen Antrag auf Tilgung der Rechtsfolgen seiner Verurteilung. Er wollte den ihm aberkannten akademischen Titel wiedererlangen und erneut als Arzt praktizieren. Die Tiroler Ärztekammer befürwortete Czermaks Gnadengesuch, das Professorenkollegium der medizinischen Fakultät der Universität unterstützte es sogar einstimmig. Das Innsbrucker Volksgericht konnte sich aber nicht mehr vorstellen, dass Hans Czermak noch einmal als Arzt tätig wurde. Nach dieser Ablehnung arbeitete Czermak weiter als Angestellter bei der Firma Opanchemie Wolfsberg.